# Trygonoptera mucosa
Trygonoptera mucosa е вид хрущялна риба от семейство Urolophidae.

## Разпространение
Видът е разпространен в Австралия (Западна Австралия и Южна Австралия).